# Cubophis
Cubophis – rodzaj węży z podrodziny Dipsadinae w rodzinie połozowatych (Colubridae).

## Zasięg występowania
Rodzaj obejmuje gatunki występujące w Hondurasie, na Kubie, Kajmanach i Bahamach.

## Systematyka

### Etymologia
Cubophis: Kuba (hiszp., ang. Cuba); οφις ophis, οφεως opheōs „wąż”.

### Podział systematyczny
Do rodzaju należą następujące gatunki:
- Cubophis brooksi (Barbour, 1914)
- Cubophis cantherigerus (Bibron, 1843)
- Cubophis caymanus (Garman, 1887)
- Cubophis fuscicauda (Garman, 1888)
- Cubophis ruttyi (Grant, 1941)
- Cubophis vudii (Cope, 1862)